# Tröötti
Tröötti är en halvö i Finland. Den ligger i Lochteå i landskapet Mellersta Österbotten, i den centrala delen av landet, 400 km norr om huvudstaden Helsingfors.